# Perna-amarela-pequeno
A perna-amarela-pequena (Tringa flavipes) é uma ave limícola pertencente à ordem dos Charadriiformes. É parecido com a perna-vermelha-comum, distinguindo-se desta espécie pelas patas amarelas e pela ausência de barra alar branca.
Distribui-se pela América do Norte, sendo de ocorrência acidental na Europa.